# Hydriomena cinereata
Hydriomena cinereata är en fjärilsart som beskrevs av Louis Beethoven Prout 1897. Hydriomena cinereata ingår i släktet Hydriomena och familjen mätare. Inga underarter finns listade i Catalogue of Life.